# Pallacanestro ai Giochi della XXIX Olimpiade - Torneo femminile
Il torneo femminile di pallacanestro ai Giochi della XXIX Olimpiade ha avuto inizio il 9 agosto 2008 e si è concluso con la finale del 23 agosto. Gli Stati Uniti vinsero la medaglia d'oro, l'argento andò all'Australia e il bronzo alla Russia.

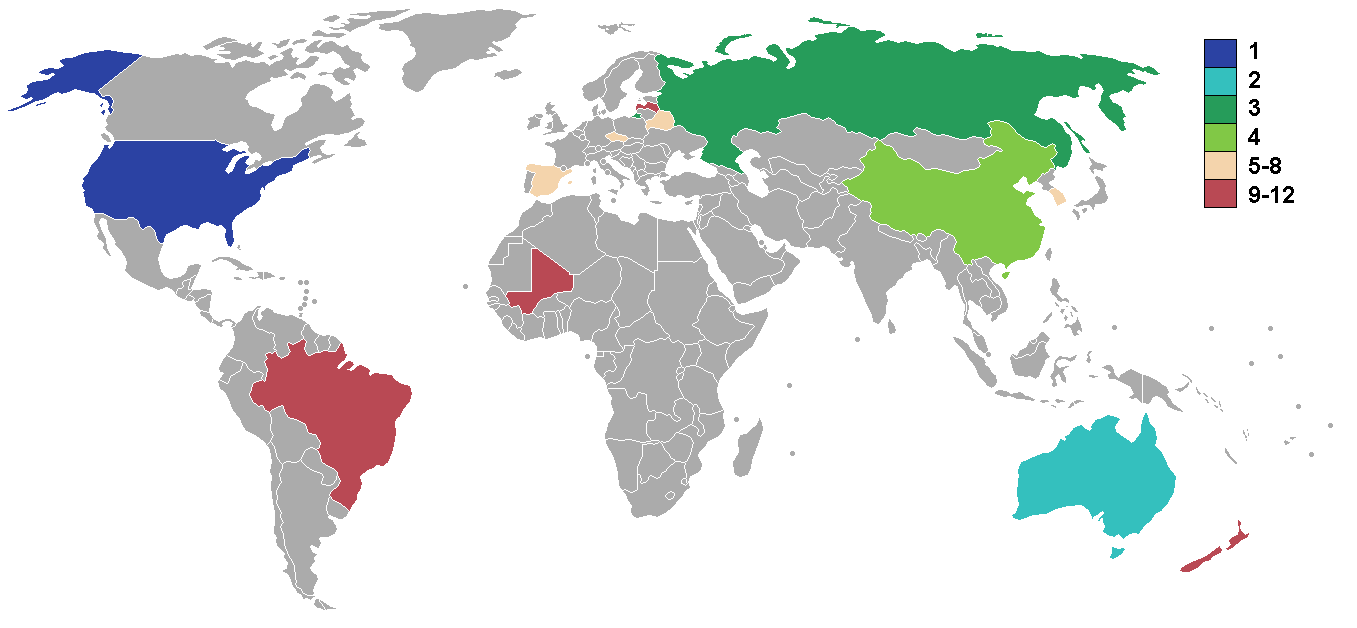
Le squadre partecipanti

## Risultati

### Fase preliminare
La prima fase a gruppi prevede che le prime quattro squadre di ciascun gruppo accedano ai quarti di finale.

#### Gruppo A
| Squadra       | P.ti | G | V | P | PF  | PS  | DP   |
| ------------- | ---- | - | - | - | --- | --- | ---- |
| Australia     | 10   | 5 | 5 | 0 | 424 | 319 | +105 |
| Russia        | 9    | 5 | 4 | 1 | 339 | 333 | +6   |
| Bielorussia   | 7    | 5 | 2 | 3 | 324 | 332 | -8   |
| Corea del Sud | 7    | 5 | 2 | 3 | 327 | 360 | -33  |
| Brasile       | 6    | 5 | 1 | 4 | 337 | 354 | -17  |
| Lettonia      | 6    | 5 | 1 | 4 | 334 | 387 | -53  |

##### Risultati
| Pechino 9 agosto 2008, ore 09:00 UTC+8 | Bielorussia | 64 – 83 referto | Australia | Wukesong Indoor Stadium |

| Pechino 9 agosto 2008, ore 16:45 UTC+8 | Brasile | 62 – 68 referto | Corea del Sud | Wukesong Indoor Stadium |

| Pechino 9 agosto 2008, ore 22:15 UTC+8 | Russia | 62 – 57 referto | Lettonia | Wukesong Indoor Stadium |

| Pechino 11 agosto 2008, ore 14:30 UTC+8 | Corea del Sud | 72 – 77 referto | Russia | Wukesong Indoor Stadium |

| Pechino 11 agosto 2008, ore 16:45 UTC+8 | Lettonia | 57 – 79 referto | Bielorussia | Wukesong Indoor Stadium |

| Pechino 11 agosto 2008, ore 22:15 UTC+8 | Australia | 80 – 65 referto | Brasile | Wukesong Indoor Stadium |

| Pechino 13 agosto 2008, ore 09:00 UTC+8 | Bielorussia | 65 – 71 referto | Russia | Wukesong Indoor Stadium |

| Pechino 13 agosto 2008, ore 14:30 UTC+8 | Brasile | 78 – 79 referto | Lettonia | Wukesong Indoor Stadium |

| Pechino 13 agosto 2008, ore 20:00 UTC+8 | Australia | 90 – 62 referto | Corea del Sud | Wukesong Indoor Stadium |

| Pechino 15 agosto 2008, ore 11:15 UTC+8 | Lettonia | 73 – 96 referto | Australia | Wukesong Indoor Stadium |

| Pechino 15 agosto 2008, ore 14:30 UTC+8 | Russia | 74 – 64 referto | Brasile | Wukesong Indoor Stadium |

| Pechino 15 agosto 2008, ore 22:15 UTC+8 | Corea del Sud | 53 – 63 referto | Bielorussia | Wukesong Indoor Stadium |

| Pechino 17 agosto 2008, ore 11:15 UTC+8 | Australia | 75 – 55 referto | Russia | Wukesong Indoor Stadium |

| Pechino 17 agosto 2008, ore 14:30 UTC+8 | Lettonia | 68 – 72 referto | Corea del Sud | Wukesong Indoor Stadium |

| Pechino 17 agosto 2008, ore 16:45 UTC+8 | Brasile | 68 – 53 referto | Bielorussia | Wukesong Indoor Stadium |

#### Gruppo B
| Squadra       | P.ti | G | V | P | PF  | PS  | DP   |
| ------------- | ---- | - | - | - | --- | --- | ---- |
| Stati Uniti   | 10   | 5 | 5 | 0 | 491 | 276 | +215 |
| Cina          | 9    | 5 | 4 | 1 | 358 | 346 | +12  |
| Spagna        | 8    | 5 | 3 | 2 | 357 | 324 | +33  |
| Rep. Ceca     | 7    | 5 | 2 | 3 | 346 | 356 | -10  |
| Nuova Zelanda | 6    | 5 | 1 | 4 | 320 | 423 | -103 |
| Mali          | 5    | 5 | 0 | 5 | 255 | 402 | -147 |

##### Risultati
| Pechino 9 agosto 2008, ore 11:15 UTC+8 | Mali | 72 – 76 referto | Nuova Zelanda | Wukesong Indoor Stadium |

| Pechino 9 agosto 2008, ore 14:30 UTC+8 | Spagna | 64 – 67 referto | Cina | Wukesong Indoor Stadium |

| Pechino 9 agosto 2008, ore 20:00 UTC+8 | Stati Uniti | 97 – 57 referto | Rep. Ceca | Wukesong Indoor Stadium |

| Pechino 11 agosto 2008, ore 09:00 UTC+8 | Nuova Zelanda | 62 – 85 referto | Spagna | Wukesong Indoor Stadium |

| Pechino 11 agosto 2008, ore 11:15 UTC+8 | Rep. Ceca | 81 – 47 referto | Mali | Wukesong Indoor Stadium |

| Pechino 11 agosto 2008, ore 20:00 UTC+8 | Cina | 63 – 108 referto | Stati Uniti | Wukesong Indoor Stadium |

| Pechino 13 agosto 2008, ore 11:15 UTC+8 | Spagna | 74 – 55 referto | Rep. Ceca | Wukesong Indoor Stadium |

| Pechino 13 agosto 2008, ore 16:45 UTC+8 | Nuova Zelanda | 63 – 80 referto | Cina | Wukesong Indoor Stadium |

| Pechino 13 agosto 2008, ore 22:15 UTC+8 | Mali | 41 – 97 referto | Stati Uniti | Wukesong Indoor Stadium |

| Pechino 15 agosto 2008, ore 09:00 UTC+8 | Rep. Ceca | 90 – 59 referto | Nuova Zelanda | Wukesong Indoor Stadium |

| Pechino 15 agosto 2008, ore 16:45 UTC+8 | Cina | 69 – 48 referto | Mali | Wukesong Indoor Stadium |

| Pechino 15 agosto 2008, ore 20:00 UTC+8 | Stati Uniti | 93 – 55 referto | Spagna | Wukesong Indoor Stadium |

| Pechino 17 agosto 2008, ore 09:00 UTC+8 | Spagna | 79 – 47 referto | Mali | Wukesong Indoor Stadium |

| Pechino 17 agosto 2008, ore 20:00 UTC+8 | Rep. Ceca | 63 – 79 referto | Cina | Wukesong Indoor Stadium |

| Pechino 17 agosto 2008, ore 22:15 UTC+8 | Nuova Zelanda | 60 – 96 referto | Stati Uniti | Wukesong Indoor Stadium |

### Fase ad eliminazione diretta
|  | Quarti 19 agosto | Quarti 19 agosto |             |      | Semifinali 21 agosto      | Semifinali 21 agosto      |  |  | Finale 23 agosto | Finale 23 agosto |
|  |                  |                  |             |      |                           |                           |  |  |                  |                  |
|  |                  |                  |             |      |                           |                           |  |  |                  |                  |
|  |                  |                  |             |      |                           |                           |  |  |                  |                  |
|  | Russia           | 84               |             |      |                           |                           |  |  |                  |                  |
|  | Russia           | 84               |             |      |                           |                           |  |  |                  |                  |
|  | Spagna           | 65               |             |      |                           |                           |  |  |                  |                  |
|  | Spagna           | 65               | Russia      | 52   |                           |                           |  |  |                  |                  |
|  |                  |                  | Russia      | 52   |                           |                           |  |  |                  |                  |
|  |                  | Stati Uniti      | 67          |      |                           |                           |  |  |                  |                  |
|  | Stati Uniti      | Stati Uniti      | 67          | 104  |                           |                           |  |  |                  |                  |
|  | Stati Uniti      |                  |             | 104  |                           |                           |  |  |                  |                  |
|  | Corea del Sud    | 60               |             |      |                           |                           |  |  |                  |                  |
|  | Corea del Sud    | 60               | Stati Uniti | 92   |                           |                           |  |  |                  |                  |
|  |                  |                  | Stati Uniti | 92   |                           |                           |  |  |                  |                  |
|  |                  | Australia        | 65          |      |                           |                           |  |  |                  |                  |
|  | Cina             | Australia        | 65          | 77   |                           |                           |  |  |                  |                  |
|  | Cina             |                  |             | 77   |                           |                           |  |  |                  |                  |
|  | Bielorussia      | 62               |             |      |                           |                           |  |  |                  |                  |
|  | Bielorussia      | 62               | Cina        | 56   | Finale per il terzo posto | Finale per il terzo posto |  |  |                  |                  |
|  |                  |                  | Cina        | 56   | Finale per il terzo posto | Finale per il terzo posto |  |  |                  |                  |
|  |                  | Australia        | 90          |      |                           |                           |  |  |                  |                  |
|  | Australia        | Australia        | 90          | 79   | Russia                    | 94                        |  |  |                  |                  |
|  | Australia        |                  |             | 79   | Russia                    | 94                        |  |  |                  |                  |
|  | Rep. Ceca        | 46               |             | Cina | 81                        |                           |  |  |                  |                  |
|  | Rep. Ceca        | 46               |             |      | 81                        |                           |  |  |                  |                  |
|  |                  |                  |             |      |                           |                           |  |  |                  |                  |
|  |                  |                  |             |      |                           |                           |  |  |                  |                  |

#### Quarti di finale
| Arbitri: | Fabio Facchini Pablo Estevez Susan Blauch |

|                   |          |                     |
| Miao 28           | Punti    | 15 Troina           |
| Miao 3            | Assist   | 5 Marčanka, Padabed |
| Chen, Song, Sui 4 | Rimbalzi | 3 Leŭčanka          |

| Arbitri: | Romualdas Brazauskas Dawna Townsend Jasmina Tatic |

|            |          |                     |
| Jackson 17 | Punti    | 8 Machová, Večeřová |
| Harrower 4 | Assist   | 4 Machová           |
| Jackson 12 | Rimbalzi | 7 Veselá            |

| Arbitri: | Stephen Seibel Fatima da Silva Mohammad Al-Amiri |

|                   |          |                |
| Fowles 26         | Punti    | 14 Kim G.      |
| Augustus, Smith 3 | Assist   | 7 Park         |
| Fowles 14         | Rimbalzi | 5 Choe, Kim G. |

| Arbitri: | Ilija Belošević Reynaldo Mercedes Scott Butler |

|                |          |                             |
| Šč'egoleva 19  | Punti    | 16 Valdemoro                |
| Rachmatulina 4 | Assist   | 1 Palau, Torrens, Valdemoro |
| Stepanova 10   | Rimbalzi | 6 Pascua                    |

#### Semifinali
| Arbitri: | Cristiano Maranho Luigi Lamonica Jasmina Tatic |

|                  |          |            |
| Stepanova 14     | Punti    | 21 Taurasi |
| sei giocatrici 1 | Assist   | 3 Smith    |
| Korstin 8        | Rimbalzi | 10 Fowles  |

| Arbitri: | Chantal Julien Fabio Facchini Juan Artega |

|            |          |                   |
| Bian 20    | Punti    | 16 Snell          |
| Bian 2     | Assist   | 4 Harrower, Snell |
| Liu, Sui 7 | Rimbalzi | 13 Batkovic       |

#### Finali

##### Finale 3º-4º posto
| Arbitri: | Scott Butler Susan Blauch Petr Sudek |

|             |          |             |
| Chen 26     | Punti    | 22 Hammon   |
| Song 7      | Assist   | 5 Karpunina |
| Bian, Sui 6 | Rimbalzi | 9 Stepanova |

##### Finale 1º-2º posto
| Arbitri: | Nikolaos Zavlanos Chantal Julien Yuji Hirahara |

| |            | |
| Jackson 20                                                                                             | Punti      | 15 Lawson                                                                                                   |
| Grima 2                                                                                                | Assist     | 4 Thompson                                                                                                  |
| Jackson 10                                                                                             | Rimbalzi   | 7 Leslie |
| Taylor, Jackson, Batkovic, Harrower, Snell Phillips, Bevilaqua, Screen, Grima, Summerton, Randall, Cox | Formazioni | Thompson, Leslie, Bird, Taurasi, Smith Pondexter, Augustus, Lawson, Milton-Jones, Catchings, Fowles, Parker |
| Jan Stirling                                                                                           | Allenatori | Anne Donovan                                                                                                |

## Classifica finale
| Campione olimpico | Campione olimpico | Campione olimpico | Campione olimpico |
| --- | ----------------- | --- | ----------------- |
| Stati Uniti 4 Pondexter, 5 Augustus, 6 Bird, 7 Lawson, 8 Milton-Jones, 9 Leslie, 10 Catchings, 11 Thompson, 12 Taurasi, 13 Fowles, 14 Smith, 15 Parker, All. Anne Donovan |                   | |                   |
| Pos. | Squadra           | Formazione |                   |
| Argento | Australia         | Australia4 Phillips, 5 Bevilaqua, 6 Screen, 7 Taylor, 8 Batkovic, 9 Grima, 10 Harrower, 11 Summerton, 12 Snell, 13 Randall, 14 Cox, 15 Jackson, All. Jan Stirling                        |                   |
| Bronzo | Russia            | Russia4 Kuzina, 5 Rachmatulina, 6 Vodop'janova, 7 Hammon, 8 Karpunina, 9 Šč'egoleva, 10 Korstin, 11 Stepanova, 12 Lisina, 13 Sokolovskaja, 14 Abrosimova, 15 Osipova, All. Igor' Grudin  |                   |
| 4 | Cina              | Cina4 Song, 5 Bian, 6 Zhang H., 7 Zhang W., 8 Miao, 9 Zhang Y., 10 Sui, 11 Shao, 12 Chen X., 13 Liu, 14 Zhang X., 15 Chen N., All. Tom Maher                                             |                   |
| 5 | Spagna            | Spagna4 Nicholls, 5 Lima, 6 Abalde, 7 Sánchez, 8 Pascua, 9 Palau, 10 Aguilar, 11 Martínez, 12 Montañana, 13 Valdemoro, 14 Revuelto, 15 Torrens, All. Evaristo Pérez                      |                   |
| 6 | Bielorussia       | Bielorussia4 Padabed, 5 Masilënene, 6 Snycina, 7 Hasper, 8 Lichtarovič, 9 Anufryenka, 10 Verameenka, 11 Leŭčanka, 12 Marčanka, 13 Troina, 14 Trafimava, 15 Krės, All. Anatol' Bujal'ski  |                   |
| 7 | Rep. Ceca         | Rep. Ceca4 Veselá, 5 Večeřová, 6 Hejdová, 7 Hartigová, 8 Uhrová, 9 Machová, 10 Šujanová, 11 Svobodová, 12 Mokrošová, 13 Kulichová, 14 Elhotová, 15 Vítečková, All. Jan Bobrovský         |                   |
| 8 | Corea del Sud     | Corea del Sud4 Kim Y., 5 Lee M., 6 Choe, 7 Jin, 8 Lee J., 9 Jeong, 10 Byeon, 11 Park, 12 Ha, 13 Kim J., 14 Kim G., 15 Sin, All. Jeong Deok-hwa                                           |                   |
| 9 | Lettonia          | Lettonia4 Babkina, 5 Eibele, 6 Eglīte, 7 Tamane, 8 Baško, 9 Jansone, 10 Jēkabsone, 11 Putniņa, 12 Krūmberga, 13 Tāre, 14 Kubliņa, 15 Brumermane, All. Ainars Zvirgzdiņš                  |                   |
| 10 | Nuova Zelanda     | Nuova Zelanda4 C. Purcell, 5 Wharemate, 6 Marino, 7 Cocks, 8 N. Purcell, 9 Bates, 10 Wallbutton, 11 McMeeken-Ruscoe, 12 McCormack, 13 Bodensteiner, 14 Harmon, 15 Kerr, All. Mike McHugh |                   |
| 11 | Brasile           | Brasile4 Adrianinha, 5 Karla, 6 Karen, 7 Micaela, 8 Fernanda, 9 Claudinha, 10 Mamá, 11 Êga, 12 Chuça, 13 Franciele, 14 Grazy, 15 Kelly, All. Paulo Bassul                                |                   |
| 12 | Mali              | Mali4 Touré, 5 Traoré, 6 Diarra, 7 Bagayoko, 8 Gandega, 9 Maïga, 10 Kanouté, 11 Diawara, 12 Coulibaly, 13 Tirera, 14 Sininta, 15 Sissoko, All. José Ruiz                                 |                   |

## Statistiche
| Pos. | Punti a partita  | P/P  |
| ---- | ---------------- | ---- |
| 1.   | Miao Lijie       | 18,1 |
| 2.   | Lauren Jackson   | 16,9 |
| 3.   | Angela Marino    | 15,8 |
| 4.   | Anete Jēkabsone  | 15,8 |
| 5.   | Anna Montañana   | 14,5 |
| 6.   | Byeon Yeon-ha    | 14,2 |
| 7.   | Alena Leŭčanka   | 13,8 |
| 8.   | Sylvia Fowles    | 13,4 |
| 9.   | Tina Thompson    | 13,4 |
| 10.  | Djénébou Sissoko | 13,4 |

| Pos. | Rimbalzi a partita    | R/P |
| ---- | --------------------- | --- |
| 1.   | Alena Leŭčanka        | 10  |
| 2.   | Djénébou Sissoko      | 10  |
| 3.   | Suzy Batkovic         | 8,9 |
| 4.   | Sylvia Fowles         | 8,9 |
| 5.   | Lauren Jackson        | 8,4 |
| 6.   | Anastasija Verameenka | 8,3 |
| 7.   | Chen Nan              | 8,1 |
| 8.   | Djéné Diawara         | 8   |
| 9.   | Jana Veselá           | 7,5 |
| 10.  | Penny Taylor          | 7,2 |

| Pos. | Assist a partita     | A/P |
| ---- | -------------------- | --- |
| 1.   | Kristi Harrower      | 4,9 |
| 2.   | Anete Jēkabsone      | 4   |
| 3.   | Natallja Marčanka    | 3,7 |
| 4.   | Kara Lawson          | 3,1 |
| 5.   | Hana Machová         | 3   |
| 6.   | Adriana Moisés Pinto | 2,8 |
| 7.   | Miao Lijie           | 2,6 |
| 8.   | Belinda Snell        | 2,6 |
| 9.   | Penny Taylor         | 2,5 |
| 10.  | Hamchétou Maïga      | 2,5 |